# Ферфакс, Томас, 6-й лорд Ферфакс из Камерона
Томас Ферфакс, 6-й лорд Ферфакс из Камерона (англ. Thomas Fairfax, 6th Lord Fairfax of Cameron; 22 октября 1693 — 9 декабря 1781) — шотландский пэр и землевладелец.
Единственный пэр — резидент в поздней колониальной Америке, Томас Ферфакс управлял обширным Северным Перешейком, принадлежащим ему по праву собственности, — земельным грантом Виргинии, датируемым 1649 годом, — из своего вирджинского поместья Гринуэй-Корт. Он покупал и продавал порабощенных африканцев и получал большую часть своего дохода от труда нескольких сотен рабов на 30 фермах.
Различные географические названия в Северной Виргинии и Восточной части Западной Виргинии названы в его честь — в первую очередь округ Фэрфакс, штат Вирджиния, и город Фэрфакс.

## Ранняя жизнь

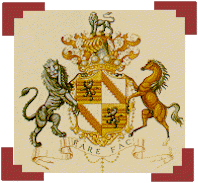
Герб Томаса Ферфакса, 6-го лорда Ферфакса из Камерона, который был присоединен к официальной печати округа Фэрфакс, штат Виргиния.

Старший сын Томаса Ферфакса, 5-го лорда Ферфакса из Камерона (1657—1709), и Кэтрин Калпепер (? — 1719), дочери Томаса Калпепера, 2-го барона Калпепера (1635—1689). Родился в Кенте, Англия, в замке Лидс, принадлежавшем его предкам по материнской линии Калпеперам с 1630-х годов, лорд Ферфакс унаследовал свой титул 6 января 1710 года.
Томас Ферфакс получил образование в Ориел-колледже, Оксфорд, в 1710—1713 годах, а затем служил в Королевской конной гвардии(1721—1733). Он был сотрудником ранней газеты The Spectator.
В 1719 году Томас Ферфакс унаследовал обширные семейные поместья Калпеперов — Северный перешеек в Виргинии между реками Раппаханнок и Потомак. Эти земли включали большую часть долин Шенандоа и Потомака Саут-Бранч, общая площадь которых составляла около 5 282 000 акров (21 380 км²). Изо всех сил стараясь поддерживать дорогой образ жизни и поддерживать замок Лидс, лорд Ферфакс полагался на доход от своего вирджинского гранта, как от продажи земли, так и от ежегодной арендной платы, выплачиваемой плантаторами, поселившимися в Северном Перешейке. Эту ренту собирал его местный земельный агент Роберт «Кинг» Картер (1662—1732). Осенью 1732 года Томас Ферфакс прочитал некролог Картера в лондонском ежемесячном журнале The Gentleman’s Magazine и с удивлением прочитал об огромном личном богатстве, накопленном Картером, в том числе 10000 фунтов наличными: это было в то время, когда губернатору Вирджинии платили годовую зарплату 200 фунтов стерлингов. Вместо того, чтобы назначить на эту должность другого виргинца, лорд Ферфакс организовал переезд своего двоюродного брата полковника Уильяма Ферфакса в 1734 году из Массачусетса в Виргинию, чтобы он стал его местным земельным агентом.

## В Северной Америке

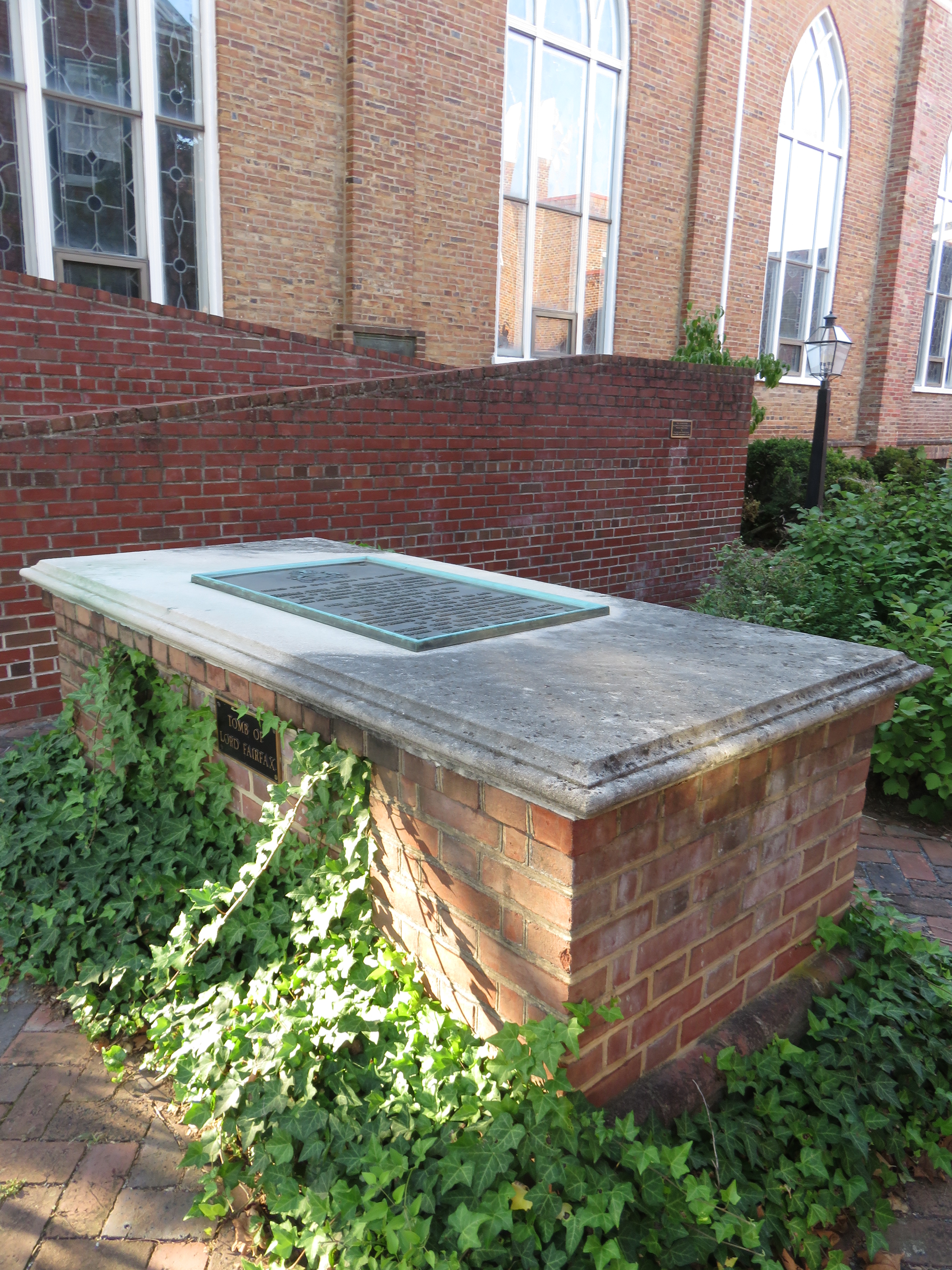
Могила 6-го лорда Ферфакса из Камерона в епископальной церкви Христа в Винчестере, штат Виргиния

Лорд Томас Ферфакс впервые посетил Вирджинию между 1735 и 1737 годами, чтобы осмотреть свои обширные земли. В 1738 году около тридцати ферм было создано как часть его поместья Паттерсон-Крик площадью 9000 акров (36 км²) недалеко от современного Берлингтона, округ Минерал, Западная Виргиния. Северо-западная граница его собственности «Северный перешеек», которая оспаривалась Тайным советом Великобритании, была отмечена в 1746 году «Камнем Фэрфакс» в верховьях реки Потомак. Вернувшись в Америку в 1747 году, он сначала поселился в Бельвуаре (современный форт Бельвуар), плантации, построенной полковником Ферфаксом шесть лет назад. В том же году он также выделил землю для личного пользования в поместье Свон-Понд (расположен недалеко от современного Мартинсберга). Затем он стал активно развивать свои земли и собирать земельную ренту.
Лорд Ферфакс был единственным постоянным пэром в Тринадцати колониях. В 1748 году он познакомился с Джорджем Вашингтоном, тогда ещё 16-летним юношей, дальним родственником йоркширской семьи Ферфакс. Впечатлённый энергией и талантами Вашингтона, лорд Ферфакс нанял его для землемерных работ на его землях, лежащих к западу от Голубого хребта. Это была первая оплачиваемая работа в жизни Вашингтона.
Томас Ферфакс, пожизненный холостяк, переехал в долину Шенандоа в 1752 году. По предложению своего племянника Томаса Брайана Мартина он поселился в охотничьем домике в Гринуэй-Корт, недалеко от Уайт-Пост, округ Кларк. Здесь он и Мартин жили вместе в стиле щедрого гостеприимства, часто предаваясь охоте на лис. Он служил лейтенантом округа и мировым судьей округа Фредерик, в который тогда входил Кларк.
Хотя лорд Томас Ферфакс был признанным лоялистом, он хранил молчание и был известен своей близостью к Вашингтону. Его никогда не оскорбляли и не притесняли. Однако право собственности на его владения было конфисковано во время военных действий в соответствии с Законом о Виргинии 1779 года. Менее чем через два месяца после поражения британской армии в 1781 году в Йорктауне 88-летний лорд Ферфакс скончался в своем поместье Гринуэй-Корт. Он был похоронен на восточной стороне церкви Христа (епископальной церкви) в Винчестере, штат Виргиния.

## Наследие
- Титул лорда Ферфакса перешел к его единственному оставшемуся в живых брату, Роберту Ферфаксу, 7-му лорду Ферфаксу из Камерона (1707—1793), который умер в замке Лидс в 1793 году. Поскольку, если бы не война, его огромные владения также должны были перейти к Роберту Ферфаксу, последний был награждён 13 758 фунтов стерлингов в 1792 году актом парламента за помощь американским лоялистам. Часть этого имущества, предназначенная племяннику Денни Мартину Ферфаксу, позже стала предметом исторического дела Верховного суда США «Мартин против арендатора Хантера» (1816).
- Округ Фэрфакс, штат Виргиния, и город Фэрфакс, штат Виргиния, названы в честь лорда Ферфакса[5].
- Улицы Фэрфакс и Камерон в Александрии, штат Виргиния, названы в честь лорда Ферфакса. Первая обзорная карта города была составлена в 1749 году молодым протеже лорда Ферфакса Джорджем Вашингтоном.
- Фэрфакс, штат Западная Виргиния, назван в честь лорда Ферфакса.
- Линия Фэрфакса и Камень Фэрфакса носят имя лорда Ферфакса.
- Общественный колледж Лорда Ферфакса носит его имя.
- Исторический район поместья Лебединый пруд включает в себя земли лорда Ферфакса, выделенные в 1747 году для его личного пользования[6].
- Ферфакс зависел от сотен порабощенных людей, которые работали среди его 30 виргинских плантаций[1]. Он активно торговал рабами и в возрасте 84 лет участвовал в «малоизвестном» действии под названием «переспать с негритянской девкой», за которое лорд Фэрфакс платил гонорар тому, кто поставлял эту «девку»[1][7].